# Jan Palfijn
Jean Palfijn (Jan Palfyn), né le 28 novembre 1650 à Courtrai en Flandre et mort le 21 avril 1730 à Gand, fut un chirurgien.

## Biographie
Disciple du chirurgien et célèbre anatomiste Philip Verheyen, il devient lui-même chirurgien, expert en obstétrique et en anatomie. Il  perfectionna plusieurs points de chirurgie et invente en 1722 le forceps, connu sous le nom de "tire-tête de Palfin".  En 1670, il est poursuivi pour enlèvement de corps humains dans sa propre ville et il émigre à Ypres, qu'il quitte pour Paris en 1694, pour poursuivre ses études à l'Hôtel-Dieu. En 1697, il repart en Flandre et s'installe à Gand, où il exerce comme médecin de la ville et professeur spécialiste en obstétrique et finit par mourir le 21 avril 1730.

## Œuvres et publications

Heelkonstige ontleeding van's menschen lighaam, 1758

Ses œuvres ont connu de nombreuses rééditions dans de nombreuses langues.
- " Anatomycke of ontleedkundige beschryving, rakende de wonderbare gesteltenis van eeinge uyt, en innerlijcke deelen van twee kinderen... geboren binnen de stadt van Ghendt op den 28. April 1703... [Opgedragen door Jan Palfyn.] Te Ghendt by d'Erfgenamen van M. Graet, 1703
- Jan Palfyn (Palfijn) - Nauwkeurige Verhandeling Van de voornaemste handwerken der heelkonst; Zoo in de harde, als sagte deelen van 's menschen lichaem. In het ligt gegeven door Jan Palfyn, Gesworen Heel-meester, Anatomicus, en Lector van de Heelkonst tot Gent. Zynde een Werk seer dienstig voor alle Genees-heeren en Heelmeesters; met Figuren - Leiden, Christianus Vermey, 1710 -
- Description anatomique des parties de la femme, qui servent à la génération ; avec un Traité des monstres, de leur causes, de leur nature, & de leurs différences : et une Description anatomique, de la disposition surprenante de quelques parties externes, & internes de deux enfans nés dans la ville de Gand, capitale de Flandres le 28. avril 1703. &c. &c. Par Monsr. Jean Palfyn anatomiste & chirurgien de la ville de Gand. Lesquels ouvrages on peut considerer comme une suite de l'Accouchement des femmes. Par Monsr. Mauriceau. Avec figures. A Leide : chez la Veve de Bastiaan Schouten., 1708.
- "Tractat von den Kranckheiten des Auges; nebst den dazu erfoderten Genees-Mittel" Nürnberg, J.J. Woltab, 1725
- "Anatomie du corps humain" 2 Tomes 1725
- " Nouvelle ostéologie, ou Description exacte des os du corps humain, accompagnée de remarques chirurgicales sur le traitement de leurs maladies, et enrichie de figures en taille-douce" Paris : G. Cavelier, 1731
- " Anatomie chirurgicale, ou Description exacte des parties du corps humain, avec des remarques utiles aux chirurgiens dans la pratique de leur art, publiée ci-devant par Mr. J. Palfin,"... Nouvelle édition, revue, corrigée et augmentée, accompagnée de notes dans le premier volume et refondue dans le second, par B. Boudon,... On y a joint les Observations anatomiques et chirurgicales de M. Ruysch, traduites du latin et celles de M. Brisseau. Paris  G. Cavelier, 1734. 3 part. en 2 vol in 8° .48 f. de planches num. en continu pour l' Anatomie chirurgicale, en part. dépl., 8 f. pour les Observations de Ruysch et l'extrait de sa lettre sur la structure de la verge, en part. dépl.